# Campionato mondiale per club FIVB 2021 (femminile)
Il campionato mondiale per club FIVB 2021 si è svolto dal 15 al 19 dicembre 2021 ad Ankara, in Turchia: al torneo hanno partecipato sei squadre di club e la vittoria finale è andata per la quarta volta al VakıfBank.

## Regolamento

### Formula
La formula ha previsto:
- Fase a gironi, disputata con girone all'italiana: le prime due classificate di ogni girone hanno acceduto alla fase finale.
- Fase finale, disputata con semifinali, finale per il terzo posto e finale.

### Criteri di classifica
Se il risultato finale è stato di 3-0 o 3-1 sono stati assegnati 3 punti alla squadra vincente e 0 a quella sconfitta, se il risultato finale è stato di 3-2 sono stati assegnati 2 punti alla squadra vincente e 1 a quella sconfitta.
L'ordine del posizionamento in classifica è stato definito in base a:
- Numero di partite vinte;
- Punti;
- Ratio dei set vinti/persi;
- Ratio dei punti realizzati/subiti;
- Risultati degli scontri diretti;
- Classifica avulsa.

## Squadre partecipanti
| Squadra     | Qualificazione                              |
| ----------- | ------------------------------------------- |
| Minas       | 2ª al campionato sudamericano per club 2021 |
| Praia Clube | 1ª al campionato sudamericano per club 2021 |
| Imoco       | 1ª alla CEV Champions League 2020-21        |
| Altay       | 1ª all'AVC Club Championships 2021          |
| Fenerbahçe  | Squadra organizzatrice                      |
| VakıfBank   | 2ª alla CEV Champions League 2020-21        |

## Torneo

### Fase a gironi
| Girone A    | Girone B  |
| ----------- | --------- |
| Praia Clube | Minas     |
| Imoco       | Altay     |
| Fenerbahçe  | VakıfBank |

#### Girone A

##### Risultati
| 15 dicembre 2021 Başkent Voleybol Salonu, Ankara Durata: 1h:11 - Spettatori: 6 342 | Imoco       | 3 - 0 | Fenerbahçe  | 25-12, 25-23, 25-23        |
| 16 dicembre 2021 Başkent Voleybol Salonu, Ankara Durata: 1h:43 - Spettatori: 8 107 | Praia Clube | 1 - 3 | Fenerbahçe  | 25-22, 23-25, 18-25, 21-25 |
| 17 dicembre 2021 Başkent Voleybol Salonu, Ankara Durata: 1h:06 - Spettatori: 1 380 | Imoco       | 3 - 0 | Praia Clube | 25-17, 25-16, 25-18        |

##### Classifica
| Pos. | Squadra     | Pt | G | V | P | SV | SP | Ratio | PF  | PS  | Ratio |
| ---- | ----------- | -- | - | - | - | -- | -- | ----- | --- | --- | ----- |
| 1.   | Imoco       | 6  | 2 | 2 | 0 | 6  | 0  | MAX   | 150 | 109 | 1,376 |
| 2.   | Fenerbahçe  | 3  | 2 | 1 | 1 | 3  | 4  | 0,750 | 155 | 162 | 0,956 |
| 3.   | Praia Clube | 0  | 2 | 0 | 2 | 1  | 6  | 0,166 | 138 | 172 | 0,802 |

      Qualificata alle semifinali.

#### Girone B

##### Risultati
| 15 dicembre 2021 Başkent Voleybol Salonu, Ankara Durata: 1h:11 - Spettatori: ?     | Minas     | 3 - 0 | Altay     | 25-20, 25-22, 25-18 |
| 16 dicembre 2021 Başkent Voleybol Salonu, Ankara Durata: 1h:02 - Spettatori: ?     | VakıfBank | 3 - 0 | Altay     | 25-13, 25-10, 25-17 |
| 17 dicembre 2021 Başkent Voleybol Salonu, Ankara Durata: 1h:04 - Spettatori: 6 420 | Minas     | 0 - 3 | VakıfBank | 18-25, 17-25, 18-25 |

##### Classifica
| Pos. | Squadra   | Pt | G | V | P | SV | SP | Ratio | PF  | PS  | Ratio |
| ---- | --------- | -- | - | - | - | -- | -- | ----- | --- | --- | ----- |
| 1.   | VakıfBank | 6  | 2 | 2 | 0 | 6  | 0  | MAX   | 150 | 93  | 1,612 |
| 2.   | Minas     | 3  | 2 | 1 | 1 | 3  | 3  | 1,000 | 128 | 135 | 0,948 |
| 3.   | Altay     | 0  | 2 | 0 | 2 | 0  | 6  | 0,000 | 100 | 150 | 0,666 |

      Qualificata alle semifinali.

### Fase finale
|  | Semifinali | Semifinali | Semifinali |                 |    | Finale | Finale     | Finale |
|  |            |            |            |                 |    |        |            |        |
|  | 1A         | Imoco      | 3          |                 |    |        |            |        |
|  | 1A         | Imoco      | 3          |                 |    |        |            |        |
|  | 2B         | Minas      | 1          |                 |    |        |            |        |
|  | 2B         | Minas      | 1          |                 | 1A | Imoco  | 2          |        |
|  |            |            |            |                 | 1A | Imoco  | 2          |        |
|  |            |            |            |                 |    | 1B     | VakıfBank  | 3      |
|  | 1B         | VakıfBank  | 3          |                 |    | 1B     | VakıfBank  | 3      |
|  | 1B         | VakıfBank  | 3          |                 |    |        |            |        |
|  | 2A         | Fenerbahçe | 0          |                 |    |        |            |        |
|  | 2A         | Fenerbahçe | 0          | Finale 3° posto |    |        |            |        |
|  |            |            |            |                 |    |        |            |        |
|  |            |            |            |                 |    | 2B     | Minas      | 0      |
|  |            |            |            |                 |    | 2B     | Minas      | 0      |
|  |            |            |            |                 |    | 2A     | Fenerbahçe | 3      |

#### Semifinali
| 18 dicembre 2021 Başkent Voleybol Salonu, Ankara Durata: 1h:37 - Spettatori: 4 380 | Imoco     | 3 - 1 | Minas      | 23-25, 26-24, 25-15, 25-19 |
| 18 dicembre 2021 Başkent Voleybol Salonu, Ankara Durata: 1h:19 - Spettatori: ?     | VakıfBank | 3 - 0 | Fenerbahçe | 25-19, 29-27, 25-23        |

#### Finale 3º posto
| 19 dicembre 2021 Başkent Voleybol Salonu, Ankara Durata: 1h:06 - Spettatori: 5 995 | Minas | 0 - 3 | Fenerbahçe | 18-25, 7-25, 26-28 |

#### Finale
| 19 dicembre 2021 Başkent Voleybol Salonu, Ankara Durata: 1h:49 - Spettatori: 10 960 | Imoco | 2 - 3 | VakıfBank | 15-25, 25-22, 22-25, 25-22, 7-15 |

## Classifica finale
| Pos | Squadre     |
| --- | ----------- |
|     | VakıfBank   |
|     | Imoco       |
|     | Fenerbahçe  |
| 4   | Minas       |
| 5   | Praia Clube |
| 6   | Altay       |

## Premi individuali
| Premio                 | Nome               | Squadra    |
| ---------------------- | ------------------ | ---------- |
| MVP                    | Isabelle Haak      | VakıfBank  |
| Miglior palleggiatrice | Joanna Wołosz      | Imoco      |
| Miglior opposto        | Isabelle Haak      | VakıfBank  |
| Miglior schiacciatrice | Gabriela Guimarães | VakıfBank  |
| Miglior schiacciatrice | Arina Fedorovceva  | Fenerbahçe |
| Miglior centrale       | Robin de Kruijf    | Imoco      |
| Miglior centrale       | Zehra Güneş        | VakıfBank  |
| Miglior libero         | Monica De Gennaro  | Imoco      |

## Statistiche
| Rendimento individuale | Rendimento individuale | Rendimento individuale | Rendimento individuale |
| Pos.                   | Nome                   | Punti                  | Squadra                |
| ---------------------- | ---------------------- | ---------------------- | ---------------------- |
| 1                      | Paola Egonu            | 107                    | Imoco                  |
| 2                      | Arina Fedorovceva      | 89                     | Fenerbahçe             |
| 3                      | Isabelle Haak          | 78                     | VakıfBank              |
| 4                      | Anna Lazareva          | 72                     | Fenerbahçe             |
| 5                      | Neriman Özsoy          | 47                     | Minas                  |

| Attacchi vincenti | Attacchi vincenti | Attacchi vincenti | Attacchi vincenti |
| Pos.              | Nome              | Punti             | Squadra           |
| ----------------- | ----------------- | ----------------- | ----------------- |
| 1                 | Paola Egonu       | 96                | Imoco             |
| 2                 | Arina Fedorovceva | 83                | Fenerbahçe        |
| 3                 | Isabelle Haak     | 70                | VakıfBank         |
| 4                 | Anna Lazareva     | 61                | Fenerbahçe        |
| 5                 | Neriman Özsoy     | 42                | Minas             |

| Muri vincenti | Muri vincenti   | Muri vincenti | Muri vincenti |
| Pos.          | Nome            | Punti         | Squadra       |
| ------------- | --------------- | ------------- | ------------- |
| 1             | Zehra Güneş     | 16            | VakıfBank     |
| 2             | Robin de Kruijf | 11            | Imoco         |
| 3             | Chiaka Ogbogu   | 10            | VakıfBank     |
| 4             | Eda Erdem       | 8             | Fenerbahçe    |
| 5             | Paola Egonu     | 7             | Imoco         |
| 5             | Anna Lazareva   | 7             | Fenerbahçe    |

| Battute vincenti | Battute vincenti  | Battute vincenti | Battute vincenti |
| Pos.             | Nome              | Punti            | Squadra          |
| ---------------- | ----------------- | ---------------- | ---------------- |
| 1                | Arina Fedorovceva | 5                | Fenerbahçe       |
| 2                | Neriman Özsoy     | 4                | Minas            |
| 2                | Paola Egonu       | 4                | Imoco            |
| 2                | Anna Lazareva     | 4                | Fenerbahçe       |
| 2                | Meliha İsmailoğlu | 4                | Fenerbahçe       |
| 2                | Cansu Özbay       | 4                | VakıfBank        |
| 2                | Isabelle Haak     | 4                | VakıfBank        |